# Christabelle
Christabelle Borg (ur. 28 kwietnia 1992 w Mġarr) – maltańska piosenkarka, autorka tekstów i prezenterka telewizyjna, reprezentantka Malty w 63. Konkursie Piosenki Eurowizji.

## Życiorys
Urodziła się 28 kwietnia 1992 roku w Mġarr na Malcie. Zaczęła śpiewać w wieku trzech lat.
W 2018 roku Christabelle z piosenką Taboo wygrała maltańskie preselekcje na Eurowizję, wcześniej bez powodzenia startując w tych eliminacjach w 2014, 2015 i 2016 roku. W samym konkursie artystka wystąpiła w drugim półfinale, gdzie uzyskała 101 punktów i zajęła 13. miejsce, co nie pozwoliło jej na awans do finału. 